# Objetivo Igualdad
Objetivo Igualdad es un programa informativo de actualidad semanal de televisión sobre igualdad entre mujeres y hombres en el que se analizan las causas de la discriminación y se plantean herramientas para enfrentar los estereotipos sexistas. Su primera emisión fue el 4 de febrero de 2021 en La2 y en al Canal 24 Horas de Televisión Española donde se emite en la actualidad al tiempo que todos sus capítulos pueden consultarse en RTVE Play.
El programa dirigido y presentado por Carolina Pecharromán es el primer espacio en la historia de RTVE dedicado íntegramente a la igualdad y no discriminación entre mujeres y hombres, y a derechos de las mujeres.

## Contenido
Objetivo Igualdad quiere desmontar los estereotipos de género, dar visibilidad a los diferentes colectivos de mujeres y a los temas comunes que no encuentran lugar en la información diaria.
La primera emisión fue el 4 de febrero de 2021 y se dedicó a la maternidad y trabajo. Otros temas tratados: madres solteras por elección, mujeres y cine. Cada entrega consta de un reportaje principal que aborda un tema central, la sección "el retrato" con una entrevista a una mujer para destacar.  También incluye un espacio sobre la campaña de ONU Mujeres "HeForShe" que pone de manifiesto el compromiso de los hombres con la igualdad y una agenda cultural con propuestas protagonizadas por mujeres.

## Emisión
El programa empezó a emitirse en febrero de 2021 inicialmente de manera quincenal los sábados en La2 con una duración de 30 minutos.  
En la actualidad se emite el domingo a las 14.30 horas y es también accesible en la web RTVE Play.

## Equipo
- Carolina Pecharromán (directora)
- Paola Guerra (realizadora)
- Yolanda Sobero (hasta mayo de 2022)
- Isabel Torres (hasta abril de 2022)
- Nuria Verde

- Lucía Blázquez
- Luisa Segura Albert
- Pedro Villafuertes (productor)
- Lucía Valderrama (productora)

Con la colaboración de:
- Ebbaba Hameida
- Jessica Martin
- Diana Fresneda

## Premios y reconocimientos
- Premio Nacional Alares a la Conciliación de la Vida Laboral, Familiar y Personal 2021.[8]
- XI Premios Solidarios a la Igualdad. Mujeres para el Diálogo y la Educación. Noviembre 2021.[9]
- Premio Impacto Positivo de la Junta de Extremadura en la categoría de medios de comunicación. Noviembre 2022[10]
- Premio especial de Periodismo y Comunicación a la mejor labor de divulgación y servicio público, por el reportaje El género en el suicidio, de Nuria Verde y la y Paola Guerra. Un galardón anual que concede el Colegio Oficial de la Psicología de Madrid . Junio 2024 [11]
- Premio de Periodismo Accenture 2024 en la categoría Digitalización Sostenible por el reportaje Los sesgos de género y los usos machistas en la IA, firmado por Lucía Blázquez, Nuria Verde, Alicia López y Paola Guerra. [12]
- Premio Compromiso con la Igualdad en el Desarrollo Rural 2024, en su quinta edición, organizados por la Asociación de Familias y Mujeres del Medio Rural (AFAMMER). Noviembre 2024, [13]